# 盧伊卡鄉
44°14′N 26°35′E / 44.233°N 26.583°E
盧伊卡鄉（羅馬尼亞語：Comuna Luica, Călărași），是羅馬尼亞的鄉份，位於該國南部，由克勒拉希縣負責管轄，處於布加勒斯特東南面40公里，每年平均降雨量960毫米，海拔高度41米，2007年人口2,118。